# Rotherham (Neuseeland)

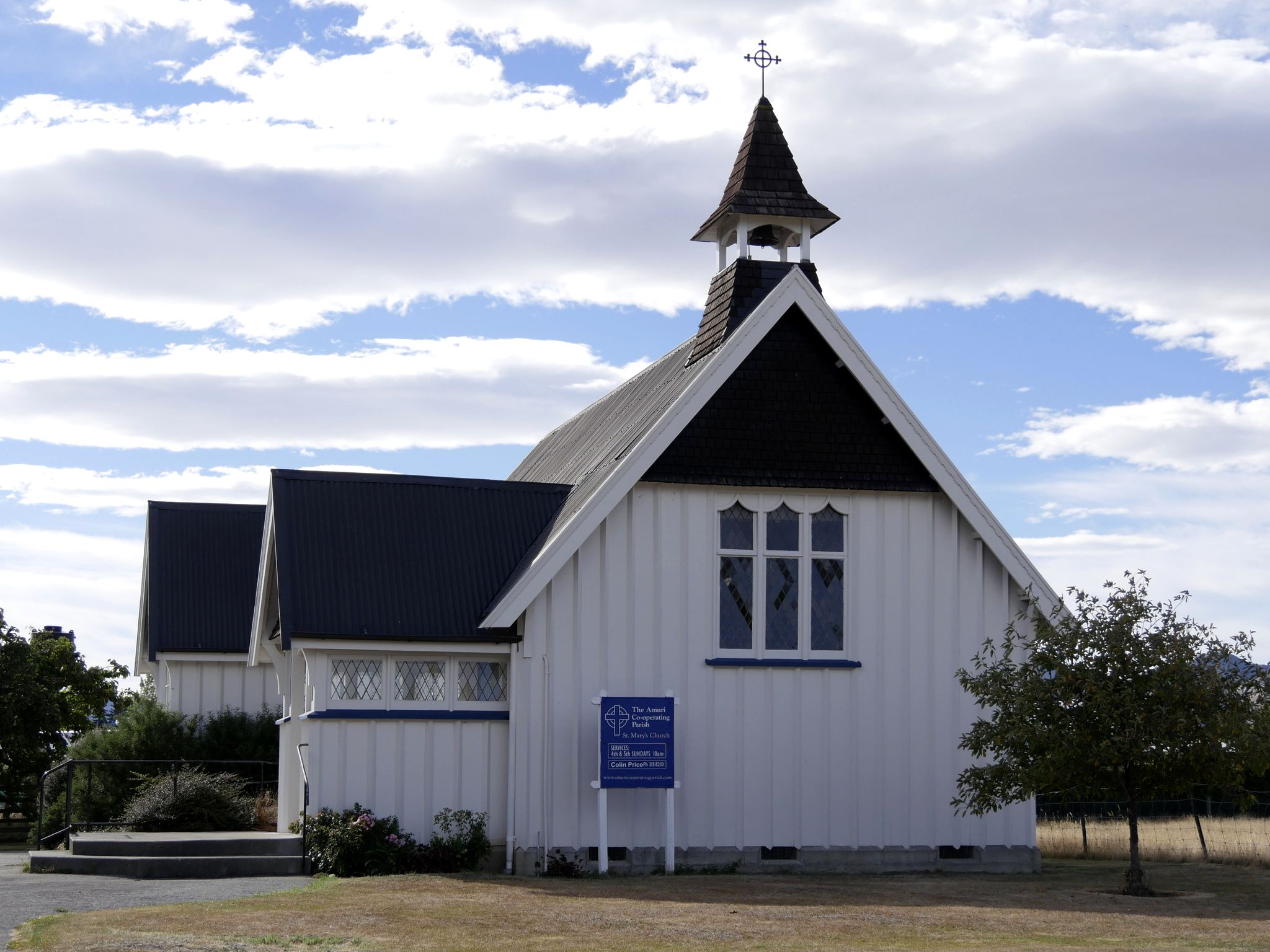
St Mary’s Church

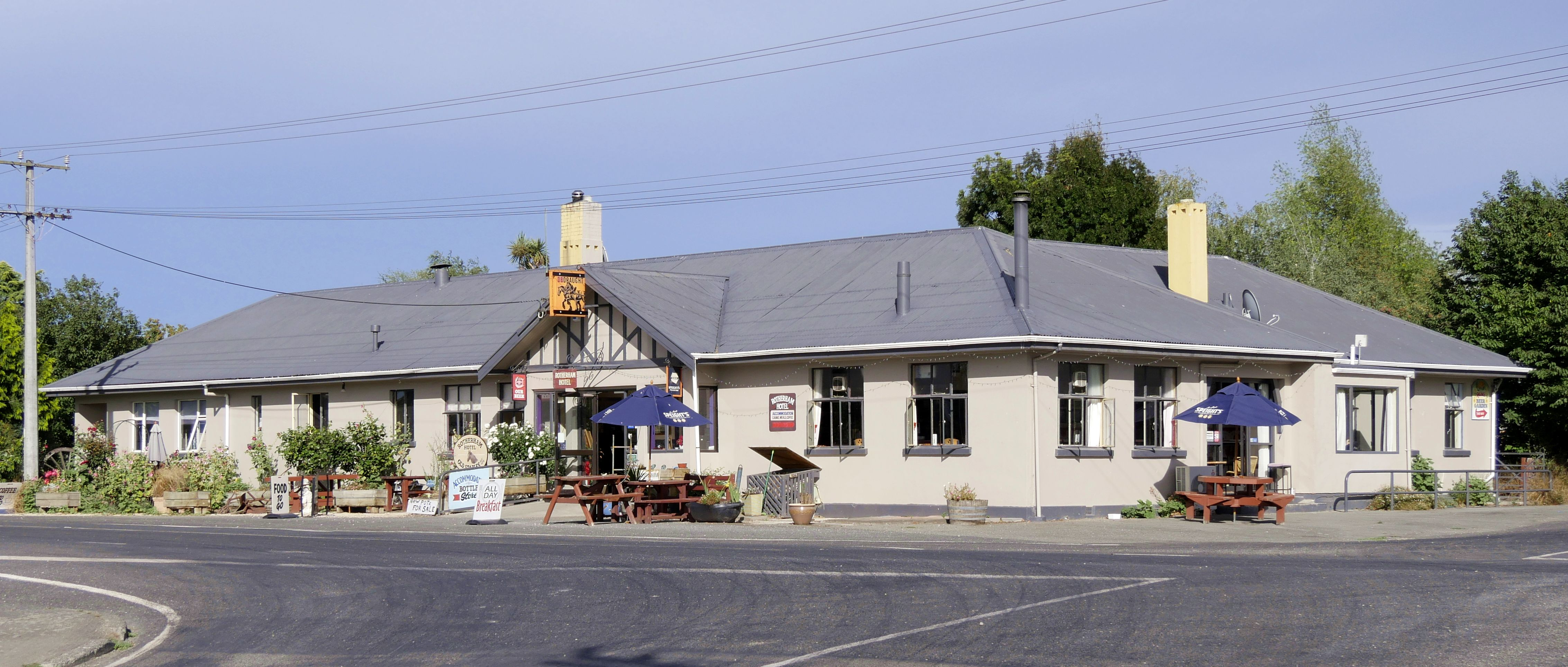
Rotherham Hotel

Rotherham ist ein kleines Dorf im Hurunui District der Region Canterbury auf der Südinsel von Neuseeland.

## Geographie
Das Dorf befindet sich rund 70 km südwestlich von Kaikoura und rund 35 km von der Ostküste der Südinsel entfernt, am nördlichen Rand der Amuri Plain. Durch Rotherham führt der New Zealand State Highway 70, der das Dorf mit dem 12 km entfernt liegende Culverden im Südwesten und mit Kaikoura im Nordosten verbindet. Das nordöstlich liegende Waiau ist 9 km von Rotherham entfernt.

## Geschichte
Rotherham wurde 1877 für die Arbeiter des Distriktes gegründet. Den Namen erhielt das Dorf vermutlich von Robert Wilkin und T. Hassall, die das Land kauften als es 1887 aufgeteilt wurde und benannten das Dorf nach der Stadt Rotherham in Yorkshire, England.

## Bevölkerung
Zum Zensus des Jahres 2013 zählte das Dorf 117 Einwohner.

## Erdbeben
Durch das Kaikoura-Erdbeben vom 14. November 2016, das sein Epizentrum 3,6 km südwestlich von Waiau und damit nahe Rotherham hatte, war das Dorf ebenfalls betroffen. Doch im Gegensatz zu dem nordöstlich liegenden Waiau hielten sich die Schäden in Rotherham in Grenzen. Größere Gebäudeschäden waren nicht zu verzeichnen.